# Ідант (цар скіфів)
Ідант (грец. ’Ιδ[αν]θος) — скіфський династ першої пол. II ст. до н. е., батько Аргота. Відомий з епіграфічних джерел, а саме:
- з віршованої (наразі єдиної відомої) епітафії Арготу, поставленої династом Скілуром у Неаполі (грец. παιδός’ ’Ιδ[ανθιδος]);[1]
- з відомої посвяти пантикапейських фіаситів, яку ймовірно складено саме з нагоди одруження цариці Боспору Камасарії та Аргота Ідантіда (CIRB 75, грец. Αργότου τοῦ ̉Ι[δάν]θου).[2]

В обох пам'ятках ім'я Іданта згадано як по батькові Аргота, в обох пам'ятках воно пошкоджене. Як варіант реконструкції — Ідантем (грец. Ιδανθέμις).
Ймовірно що саме Ідант перший серед династів Тавроскіфії взяв курс на еллінізацію скіфської верхівки, подальше зближення тавроскіфського та боспорського царських домів. Започатковану Ідантом справу активно втілював в життя його нащадок Скілур, але було перервано експансією Понту до Пн. Причорномор'я у 114/113 — 111 рр. до н. е.
Етимологія імені:
грец. ’Ιδανθος < скіф. *(ṷ)idant-a- < праір. *ṷaid-ṷant-a- — укр. «знаючий, відаючий».

### Скіфські антропоніми з коренем*(ṷ)idant-
- грец. Ἰδανθ̣έμῑ — відомий в ольвійській епіграфіці;[5]
- грец. Ἰδάνθυρσος / Ἰδανθούρας — у Геродота (Історія, IV, 76, 120, 126—127).